# Prawybory prezydenckie Partii Demokratycznej w 2020 roku
Prawybory prezydenckie Partii Demokratycznej w 2020 roku – seria prawyborów, która wyłoniła delegatów na konwencję Partii Demokratycznej, aby uczestniczyli w wyborze kandydata Partii Demokratycznej w wyborach prezydenckich w Stanach Zjednoczonych. Wybierani delegaci byli przypisani do konkretnego kandydata, którego popierali. W wyniku prawyborów najwięcej delegatów pozyskał Joe Biden, który na konwencji został wybrany oficjalnym kandydatem Partii Demokratycznej w wyborach prezydenckich w 2020 roku.

## Przebieg
Konwencja, na której zostanie dokonany oficjalny wybór kandydata popieranego przez partię została zaplanowana na dni 13-16 lipca 2020 w Milwaukee w stanie Wisconsin. Konwencję poprzedzają ogólnokrajowe prawybory.
Pierwszym kandydatem Partii Demokratycznej, który przykuł uwagę mediów był John Delaney, członek Izby Reprezentantów z 6. okręgu Marylandu. Uczynił to 28 lipca 2017, czyli 6 miesięcy po objęciu urzędu prezydenta przez Donalda Trumpa. Rozpoczęcie kampanii tak wcześnie przez tak zwanego ważnego kandydata było nietypowe i nie zdarzyło się w ciągu poprzednich 45 lat.
Ze względu na dużą liczbę kandydatów pierwsze dwie debaty, które odbyły się w dniach 26 i 27 czerwca 2019, miały różnych uczestników - w każdej z nich wzięło udział po 10 osób.
Według sondaży, przed Iowa caucus najpopularniejszym kandydatem był wiceprezydent Stanów Zjednoczonych z lat 2009–2017 Joe Biden. W niektórych sondażach w różnych okresach prowadzili także senatorowie Bernie Sanders i Elizabeth Warren.
Iowa caucus, czyli pierwsze wybory z serii, mające miejsce w stanie Iowa, odbyły się 3 lutego 2020. Ogłoszenie wyników zostało opóźnione o kilka dni z powodu awarii aplikacji do liczenia głosów. Bernie Sanders zdobył najwięcej głosów powszechnych, ale Pete Buttigieg zdobył najwięcej delegatów. Trzeci najlepszy wynik zdobyła Elizabeth Warren. Prowadzący w sondażach ogólnokrajowych Joe Biden był czwarty. W kolejnych prawyborach, w New Hampshire, ponownie Bernie Sanders zdobył najwięcej głosów powszechnych. Tym razem on i Pete Buttigieg pozyskali tyle samo delegatów. Po trzecich prawyborach, w Nevadzie, Sanders wygrał, zdobywając zarówno większość głosów powszechnych i delegatów. Tym samym wysunął się na prowadzenie. Sanders był pierwszym w historii kandydatem Partii Demokratycznej lub Republikańskiej, który w prawyborach wygrał wybory powszechne we wszystkich trzech pierwszych stanach – Iowa, New Hampshire i Nevada.
1 marca 2020 roku, tuż przed Superwtorkiem, Pete Buttigieg zrezygnował z udziału w prawyborach i poparł kandydaturę Joego Bidena. 3 marca prawybory odbyły się w wielu stanach, a Joe Biden zdobył większość delegatów i wysunął się na prowadzenie.
Do samego końca głównymi kontrkandydatami w prawyborach pozostali Bernie Sanders i Joe Biden. Ostatecznie ten drugi wygrał głosowanie powszechne i pozyskał większość delegatów. W sierpniu na konwencji Partii Demokratycznej został oficjalnie ogłoszony kandydatem partii na prezydenta w nadchodzących wyborach.

## Kandydaci
Ponad 300 osób zarejestrowało się w Federalnej Komisji Wyborów jako kandydaci na prezydenta Stanów Zjednoczonych z ramienia Partii Demokratycznej. Powszechnie media wyróżniały ważnych kandydatów. Byli to kandydaci, którzy pełnili w przeszłości urząd członka gabinetu prezydenta, kongresmena Stanów Zjednoczonych, gubernatora lub burmistrza. Uwzględniani byli także kandydaci, którzy wielokrotnie byli uwzględniani w sondażach największych amerykańskich firm badających opinię publiczną. Kandydatura członka Senatu Wirginii Zachodniej Richarda Ojedy również przykuła uwagę mediów.

### Kandydaci zarejestrowani w większości stanów

#### Aktywni do końca prawyborów
| Kandydat  | Data i miejsce urodzenia                     | Data rozpoczęcia kampanii | Doświadczenie                                                                                  | Stan macierzysty | Logo kampanii | Stany i terytoria, w których znajdował się na liście kandydatów |
| --------- | -------------------------------------------- | ------------------------- | ---------------------------------------------------------------------------------------------- | ---------------- | ------------- | --- |
| Joe Biden | 20 listopada 1942(dts) Scranton, Pensylwania | 25 kwietnia 2019(dts)     | Wiceprezydent Stanów Zjednoczonych (2009–2017) Senator II klasy z Delaware (1973–2009) Prawnik | Delaware         |               | 57 AK, AL, AR, AS, AZ, CA, CO, CT, DA, DC, DE, FL, GA, GU, HI, IA, ID, IL, IN, KS, KY, LA, MA, MD, ME, MI, MN, MO, MP, MS, MT, NC, ND, NE, NH, NJ, NM, NV, NY, OH, OK, OR, PA, PR, RI, SC, SD, TN, TX, UT, VA, VI, VT, WA, WI, WV, WY |

#### Wycofani po wszystkich wyborach stanowych
| Kandydat       | Data i miejsce urodzenia                           | Data rozpoczęcia kampanii | Data zakończenia kampanii | Doświadczenie | Stan macierzysty | Logo kampanii | Stany i terytoria, w których znajdował się na liście kandydatów |
| -------------- | -------------------------------------------------- | ------------------------- | ------------------------- | --- | ---------------- | ------------- | --- |
| Bernie Sanders | 8 września 1941(dts) Brooklyn, Nowy Jork           | 19 lutego 2019(dts)       | 8 kwietnia 2020           | Senator II klasy z Vermont (od 2007) Członek Izby Reprezentantów z Vermont (1991–2007) Burmistrz Burlington (1981–1989) | Vermont          |               | 57 AK, AL, AR, AS, AZ, CA, CO, CT, DA, DC, DE, FL, GA, GU, HI, IA, ID, IL, IN, KS, KY, LA, MA, MD, ME, MI, MN, MO, MP, MS, MT, NC, ND, NE, NH, NJ, NM, NV, NY, OH, OK, OR, PA, PR, RI, SC, SD, TN, TX, UT, VA, VI, VT, WA, WI, WV, WY |
| Tulsi Gabbard  | 12 kwietnia 1981(dts) Leloaloa, Samoa Amerykańskie | 2 lutego 2019(dts)        | 19 marca 2020(dts)        | Członek Izby Reprezentantów z 2. okręgu Hawajów (od 2013) Major w Gwardii Narodowej Hawajów (służba: od 2003)           | Hawaje           |               | 47 AL, AR, AS, AZ, CA, CO, CT, DA, DC, FL, GA, HI, IA, ID, IL, IN, KY, LA, MA, MD, ME, MI, MN, MO, MS, NC, ND, NE, NH, NM, NV, NY, OH, OK, OR, PA, PR, RI, SC, TN, TX, UT, VA, VT, WA, WI, WV                                         |

#### Wycofani w trakcie prawyborów
| Kandydat          | Data i miejsce urodzenia                     | Data rozpoczęcia kampanii | Data zakończenia kampanii | Doświadczenie | Stan macierzysty | Logo kampanii | Stany i terytoria, w których znajdował się na liście kandydatów |
| ----------------- | -------------------------------------------- | ------------------------- | ------------------------- | --- | ---------------- | ------------- | --- |
| Elizabeth Warren  | 22 czerwca 1949(dts) Oklahoma City, Oklahoma | 9 lutego 2019(dts)        | 5 marca 2020(dts)         | Senator I klasy z Massachusetts (od 2013) Doradczyni specjalna Consumer Financial Protection Bureau (2010–2011) Prawnik i pracownik naukowy | Massachusetts    |               | 47 AL, AR, AS, AZ, CA, CO, DA, DC, DE, FL, GA, HI, IA, ID, IL, IN, KY, LA, MA, MD, ME, MI, MN, MO, MS, MT, NC, ND, NE, NH, NM, NV, NY, OH, OK, OR, PR, RI, SC, TN, TX, UT, VA, VT, WA, WI, WV |
| Michael Bloomberg | 14 lutego 1942(dts) Boston, Massachusetts    | 24 listopada 2019(dts)    | 4 marca 2020(dts)         | Burmistrz Nowego Jorku (2002–2013) Biznesmen, współzałożyciel agencji prasowej Bloomberg                                                    | Nowy Jork        |               | 35 AL, AR, AS, CA, CO, DA, FL, GA, HI, IA, ID, IL, IN, LA, MA, MD, ME, MI, MN, MO, MS, NC, ND, NY, OH, OK, PR, TN, TX, UT, VA, VT, WA, WI, WV                                                 |
| Amy Klobuchar     | 25 maja 1960(dts) Plymouth, Minnesota        | 10 lutego 2019(dts)       | 2 marca 2020(dts)         | Senator II klasy z Minnesoty (od 2007) Prawnik                                                                                              | Minnesota        |               | 37 AL, AR, AS, CA, DA, FL, GA, HI, IA, ID, IN, KY, LA, MA, MD, ME, MI, MN, MO, MS, NC, ND, NH, NV, NY, OH, OK, PR, SC, TN, TX, UT, VA, VT, WA, WI, WV                                         |
| Pete Buttigieg    | 19 stycznia 1982(dts) South Bend, Indiana    | 14 kwietnia 2019(dts)     | 1 marca 2020(dts)         | Burmistrz South Bend, Indiana (od 2012) Porucznik United States Navy (służba: 2009–2017) Konsultant ds. zarządzania strategicznego          | Indiana          |               | 39 AL, AR, AS, AZ, CA, DA, FL, GA, HI, IA, ID, IL, IN, KY, LA, MA, MD, ME, MI, MN, MO, MS, NC, ND, NH, NV, NY, OH, OK, PR, SC, TN, TX, UT, VA, VT, WA, WI, WV                                 |
| Tom Steyer        | 27 czerwca 1957(dts) Manhattan, Nowy Jork    | 9 lipca 2019(dts)         | 29 lutego 2020(dts)       | Biznesmen i aktywista polityczny Założyciel Farallon Capital                                                                                | Kalifornia       |               | 39 AL, AR, AS, CA, CO, DA, FL, GA, HI, IA, ID, IL, IN, KY, LA, MA, MD, ME, MI, MN, MO, MS, NC, ND, NH, NV, NY, OH, OK, PR, SC, TN, TX, UT, VA, VT, WA, WI, WV                                 |
| Deval Patrick     | 31 lipca 1956(dts) Chicago, Illinois         | 14 listopada 2019(dts)    | 12 lutego 2020(dts)       | Gubernator Massachusetts (2007–2015) Prawnik, działacz na rzecz praw człowieka                                                              | Massachusetts    |               | 36 AS, AZ, CA, CO, DA, FL, GA, HI, IA, ID, IL, KY, LA, MA, MD, ME, MN, MO, MS, NC, ND, NH, NM, NV, NY, OH, OK, SC, TN, TX, UT, VA, VT, WA, WI, WV                                             |
| Michael Bennet    | 28 listopada 1964(dts) Nowe Delhi, Indie     | 2 maja 2019(dts)          | 11 lutego 2020(dts)       | Senator II klasy z Kolorado (od 2009) Kurator szkół publicznych i prawnik                                                                   | Kolorado         |               | 29 AL, AR, CA, FL, GA, IA, ID, IL, KY, LA, MA, MD, MI, MN, MO, NC, ND, NH, NV, NY, OH, OK, SC, TN, TX, VA, WA, WI, WV                                                                         |
| Andrew Yang       | 13 stycznia 1975(dts) Schenectady, Nowy Jork | 2 lutego 2018(dts)        | 11 lutego 2020(dts)       | Przedsiębiorca Założyciel firmy korepetytorskiej Manhattan Prep i organizacji non-profit Venture for America                                | Nowy Jork        |               | 40 AL, AR, AS, AZ, CA, CO, DA, FL, GA, HI, IA, ID, IL, IN, KY, LA, MA, MD, ME, MI, MN, MO, MS, NC, ND, NH, NM, NV, NY, OK, RI, SC, TN, TX, UT, VA, VT, WA, WI, WV                             |

#### Inni ważni kandydaci

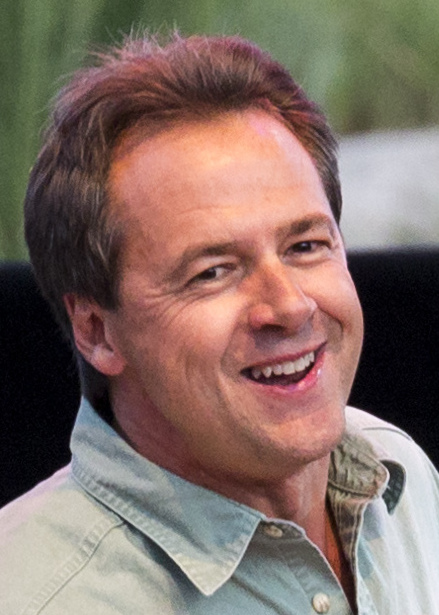
Steve Bullock
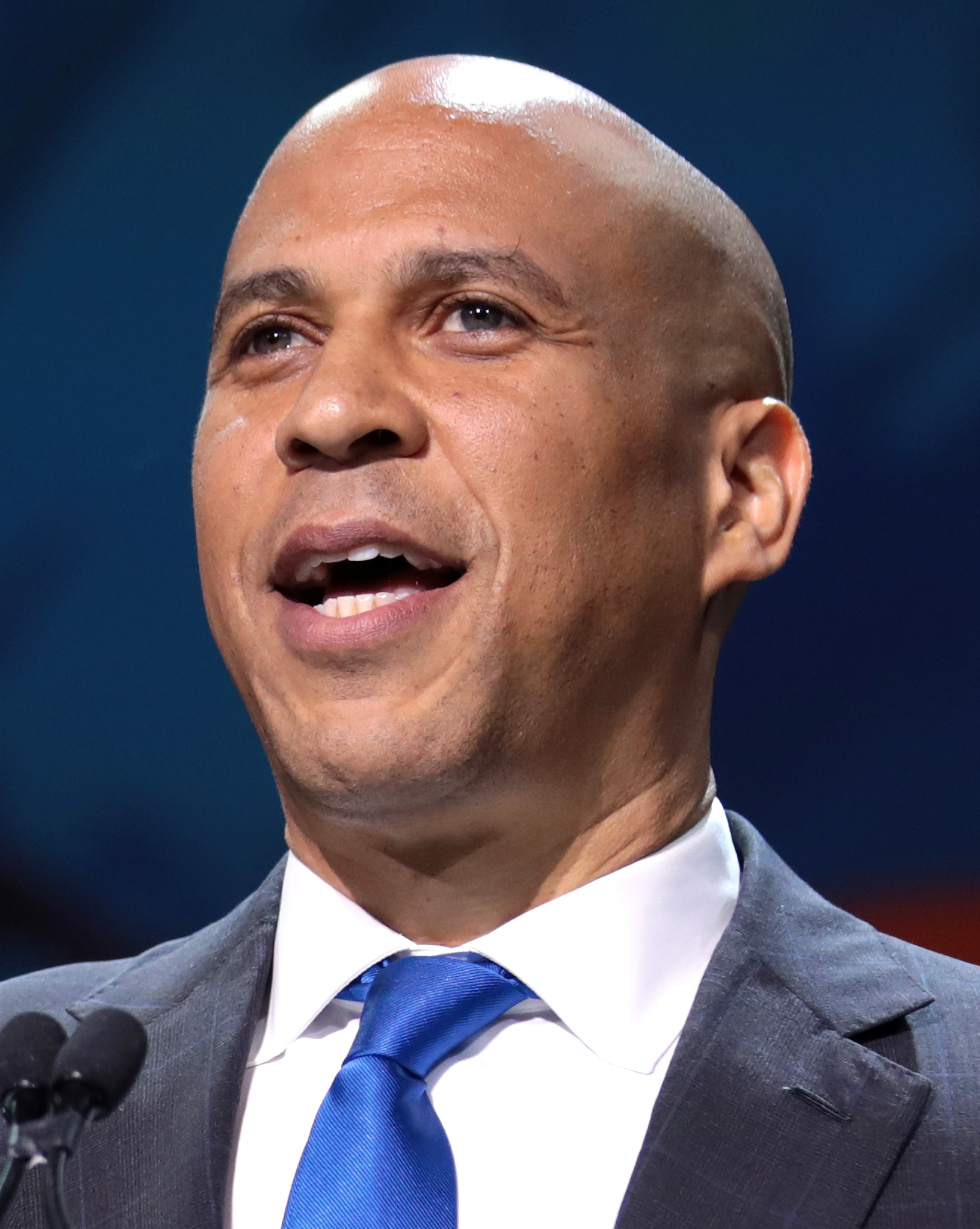
Cory Booker
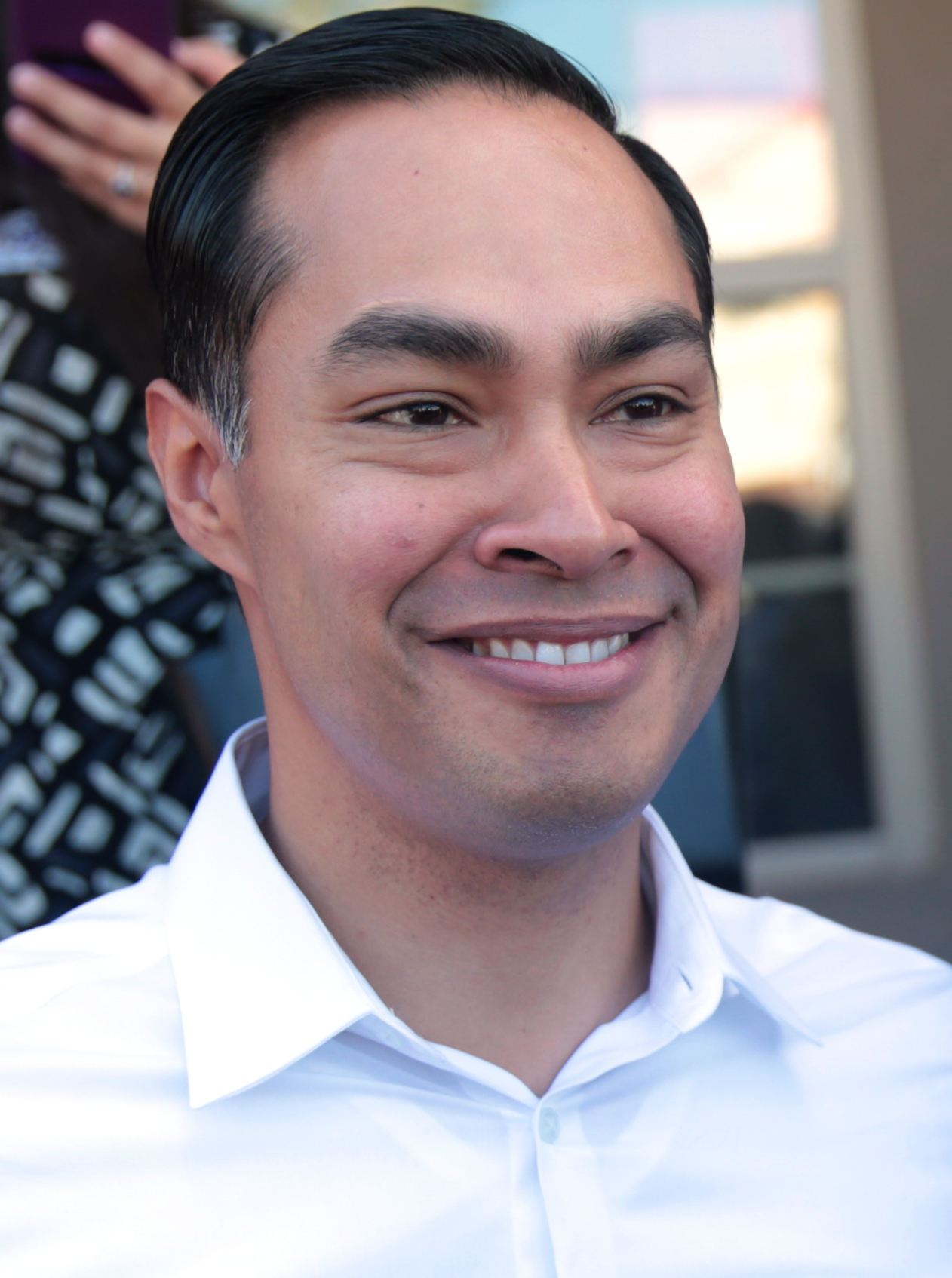
Julián Castro
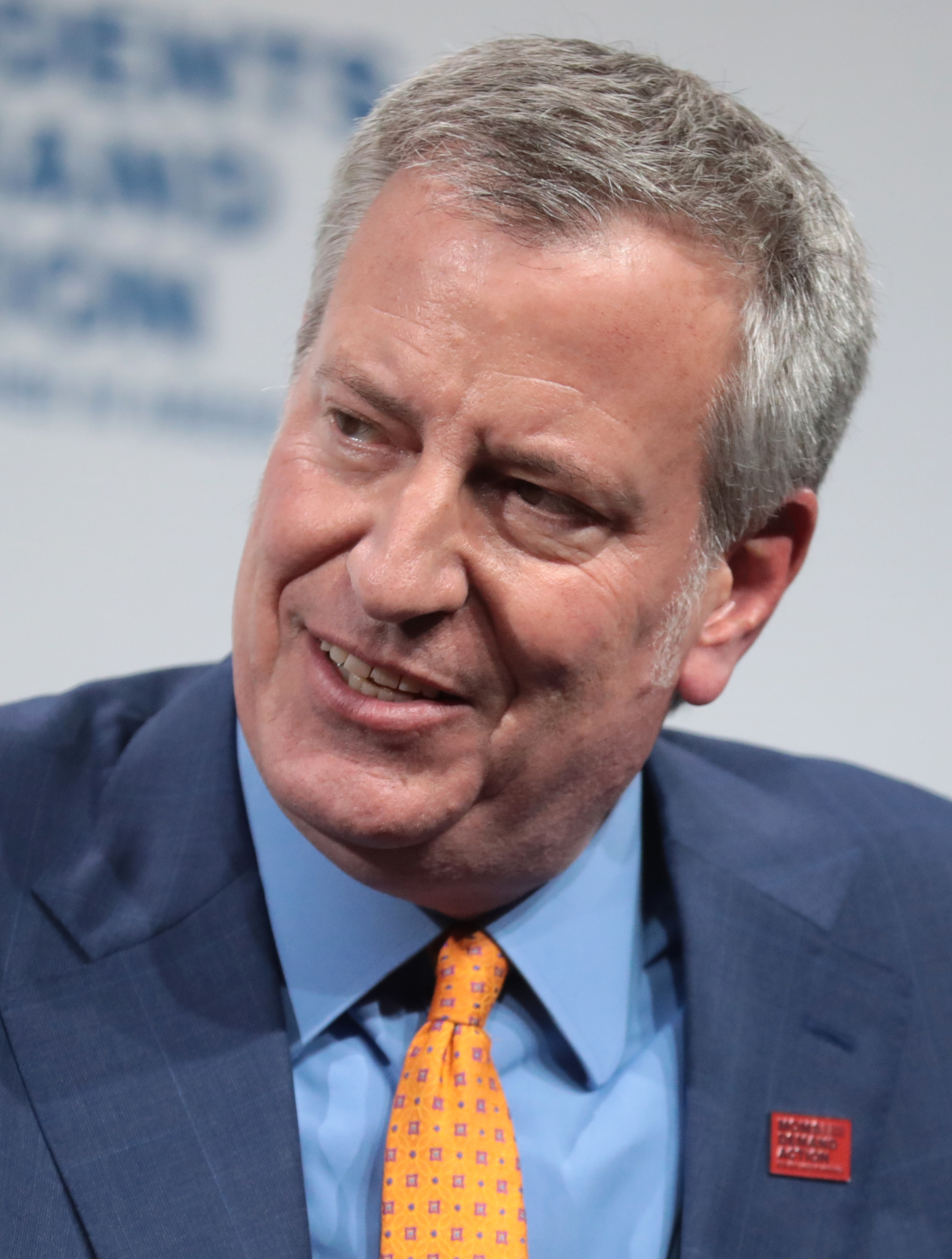
Bill de Blasio
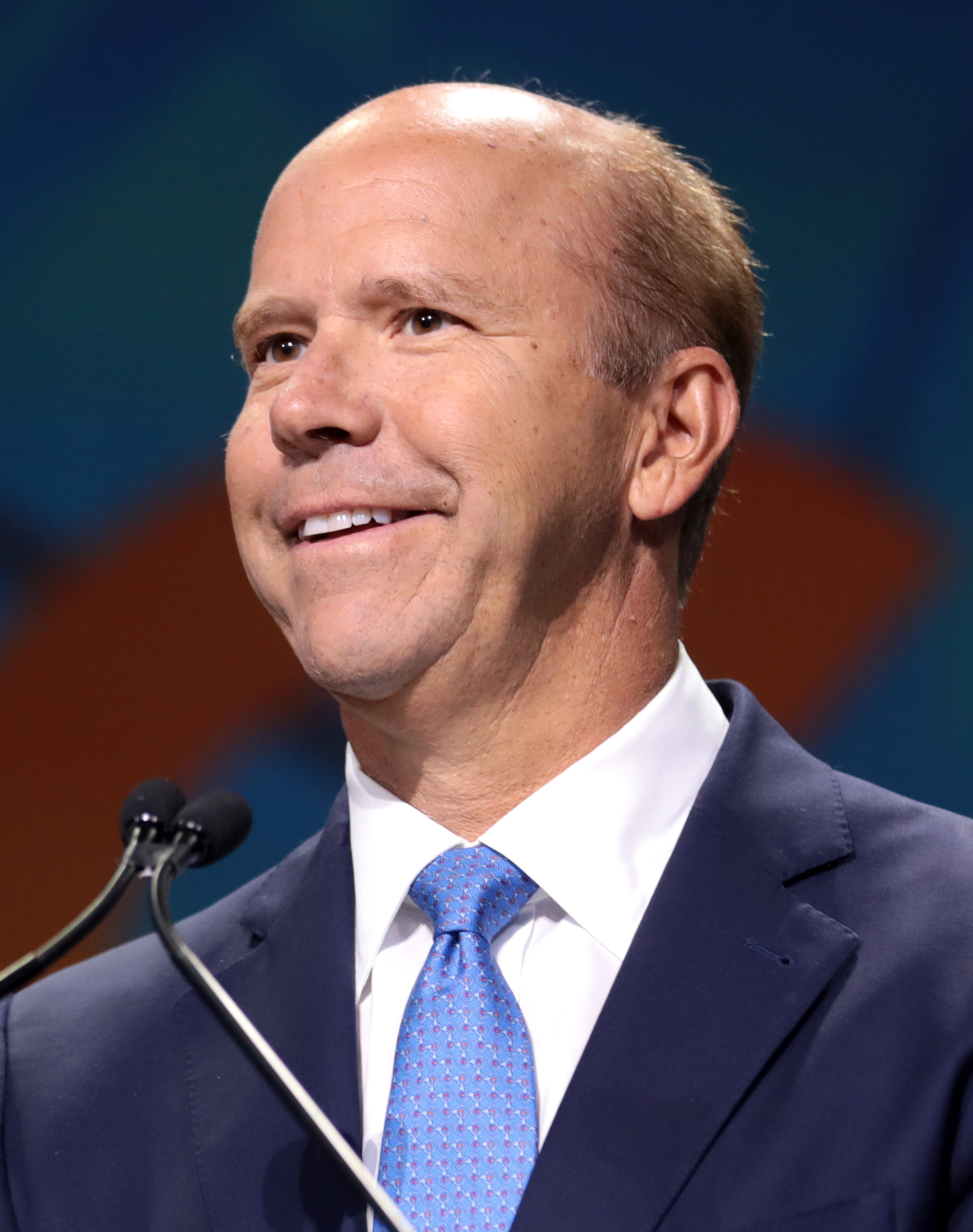
John Delaney
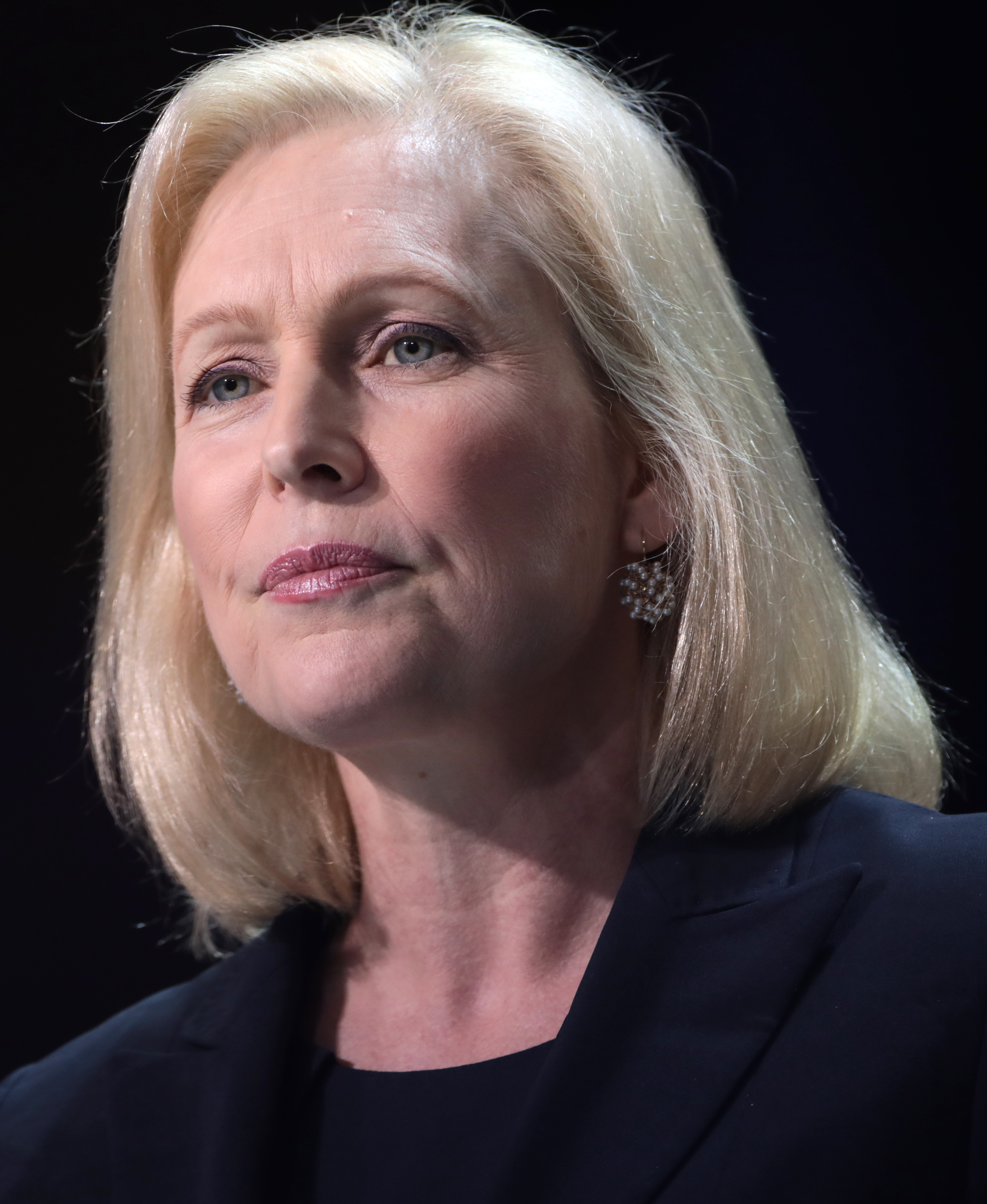
Kirsten Gillibrand
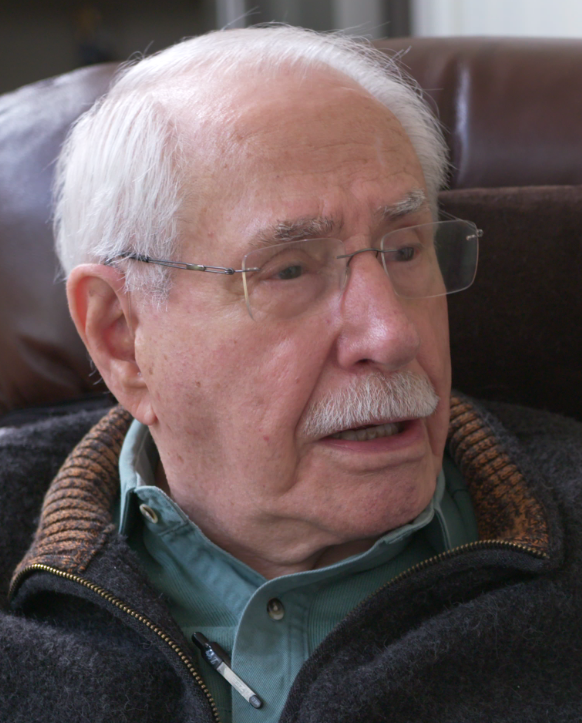
Mike Gravel
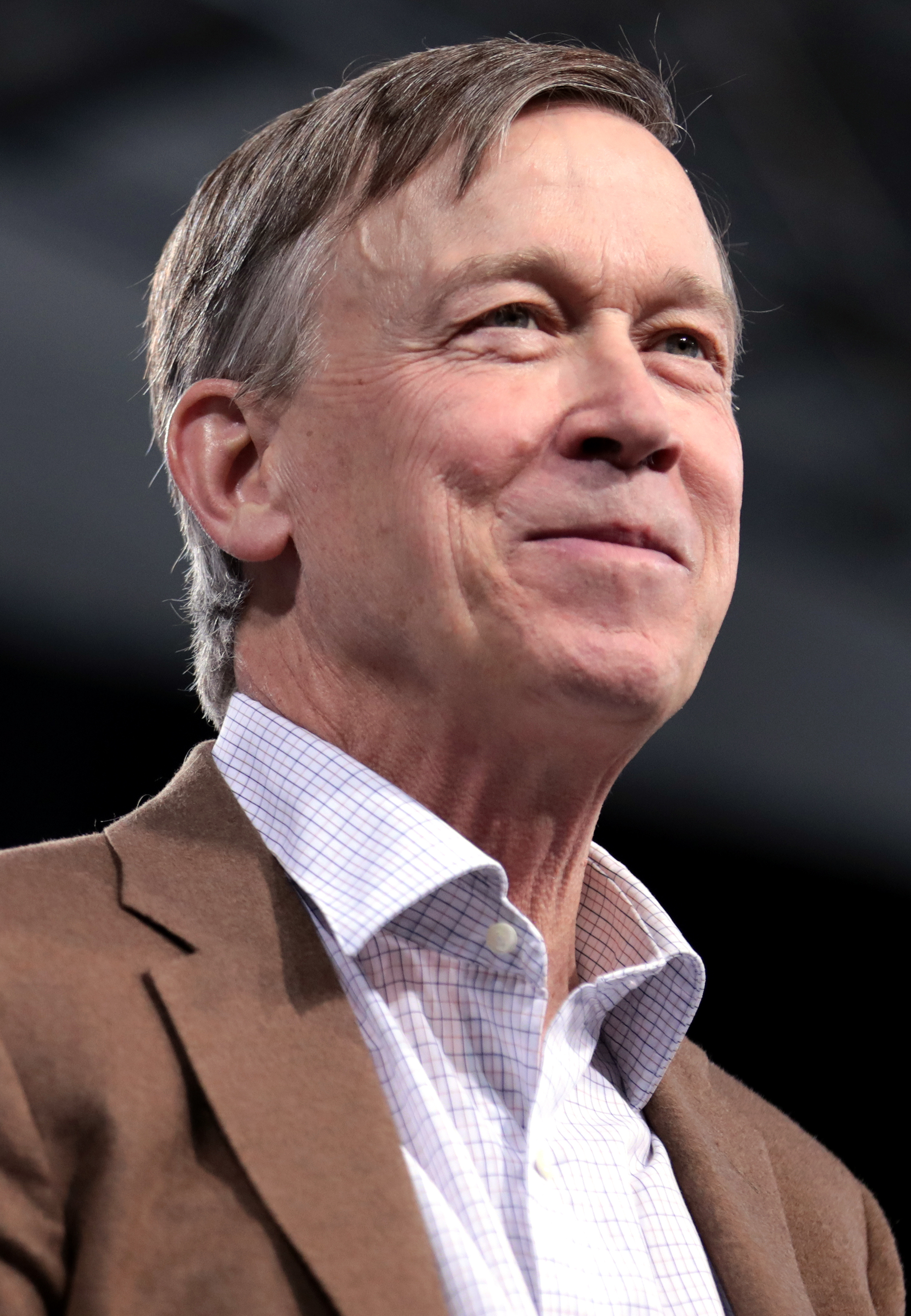
John Hickenlooper
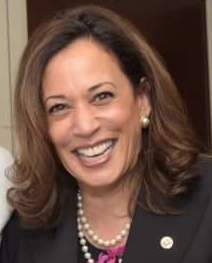
Kamala Harris
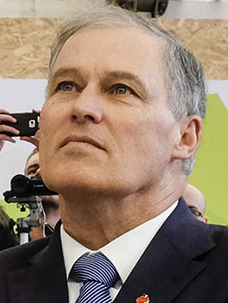
Jay Inslee
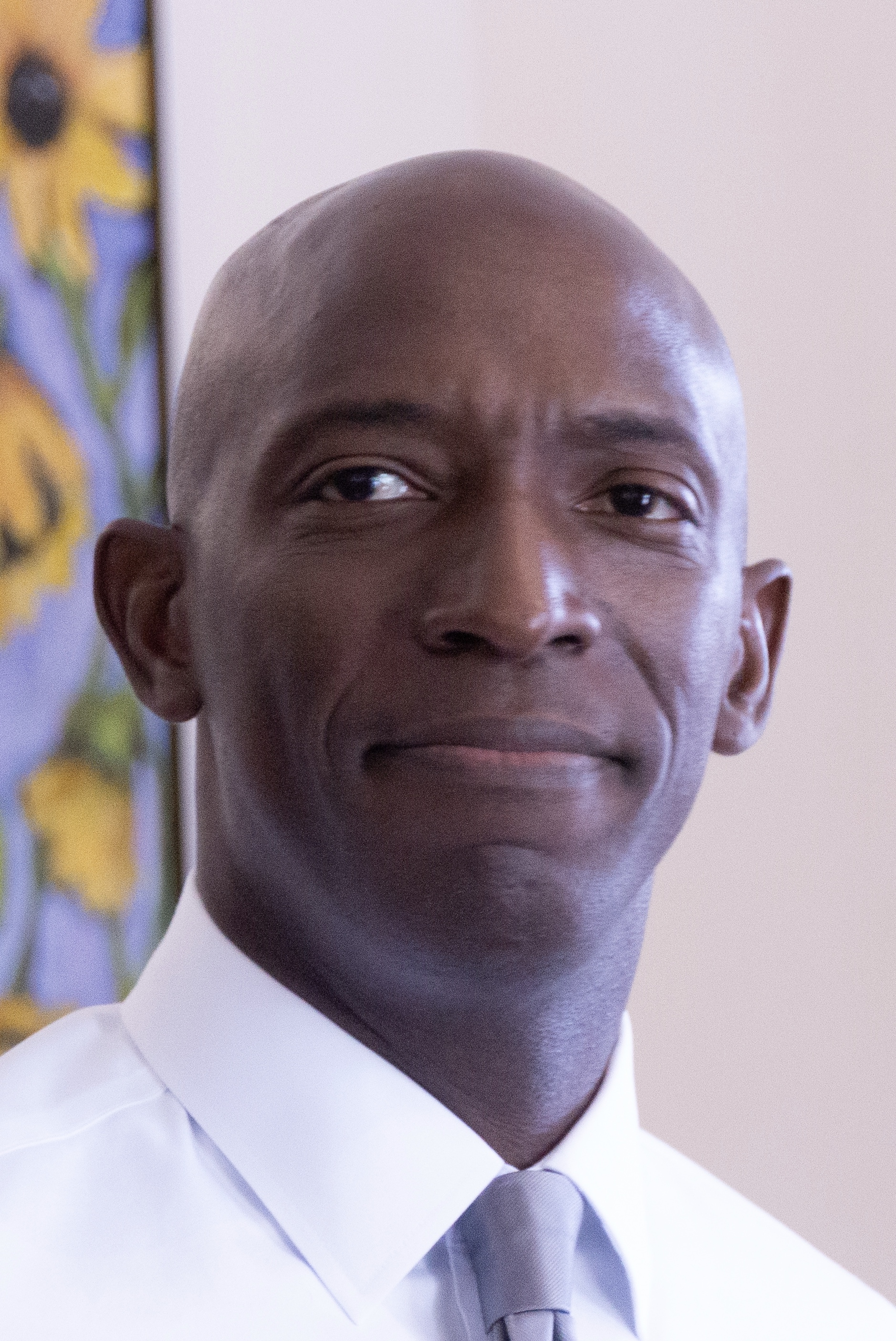
Wayne Messam
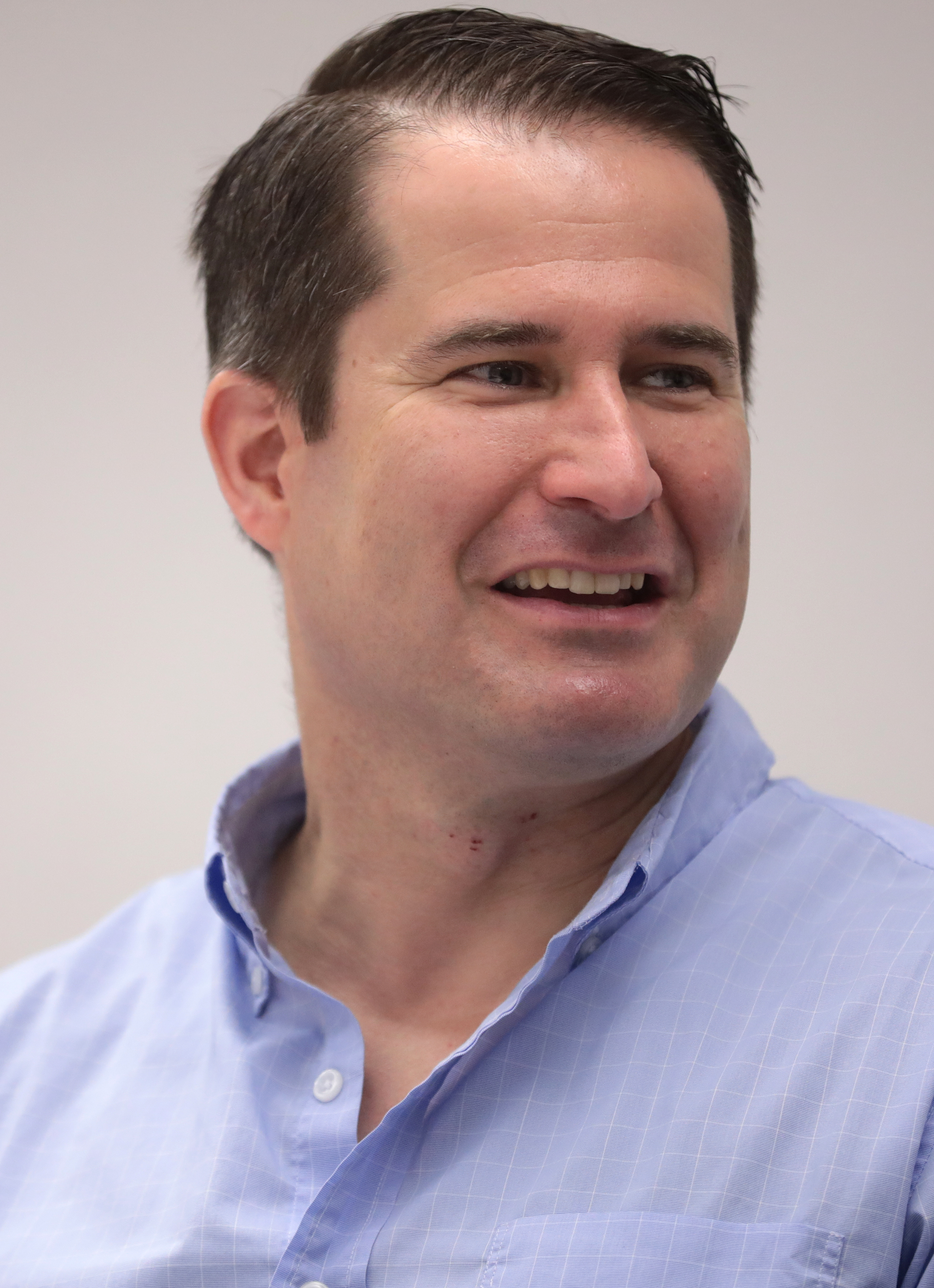
Seth Moulton
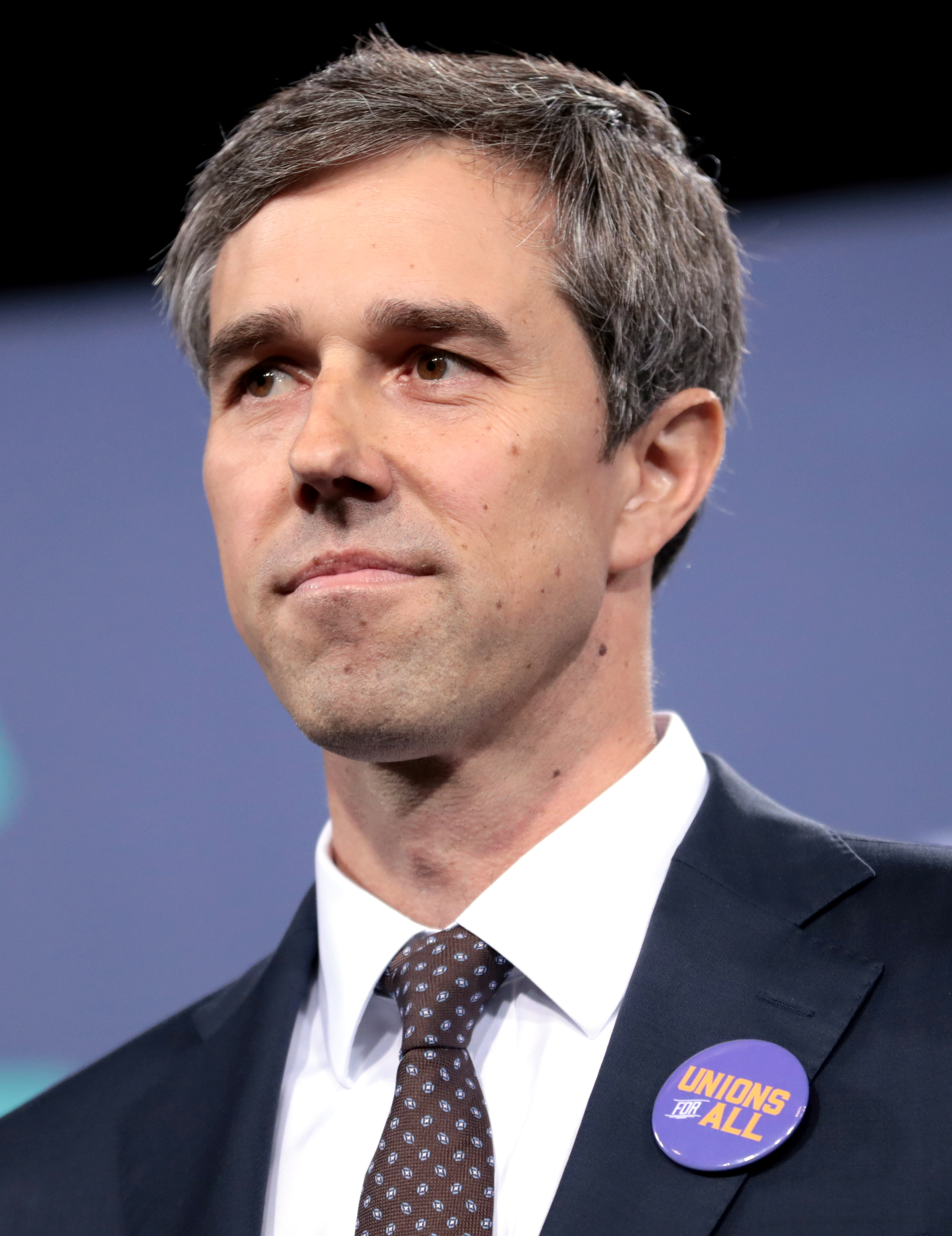
Beto O’Rourke
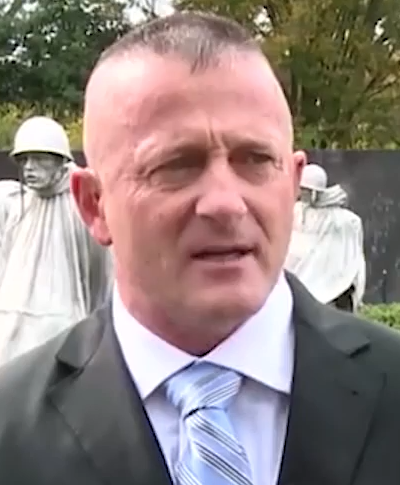
Richard Ojeda
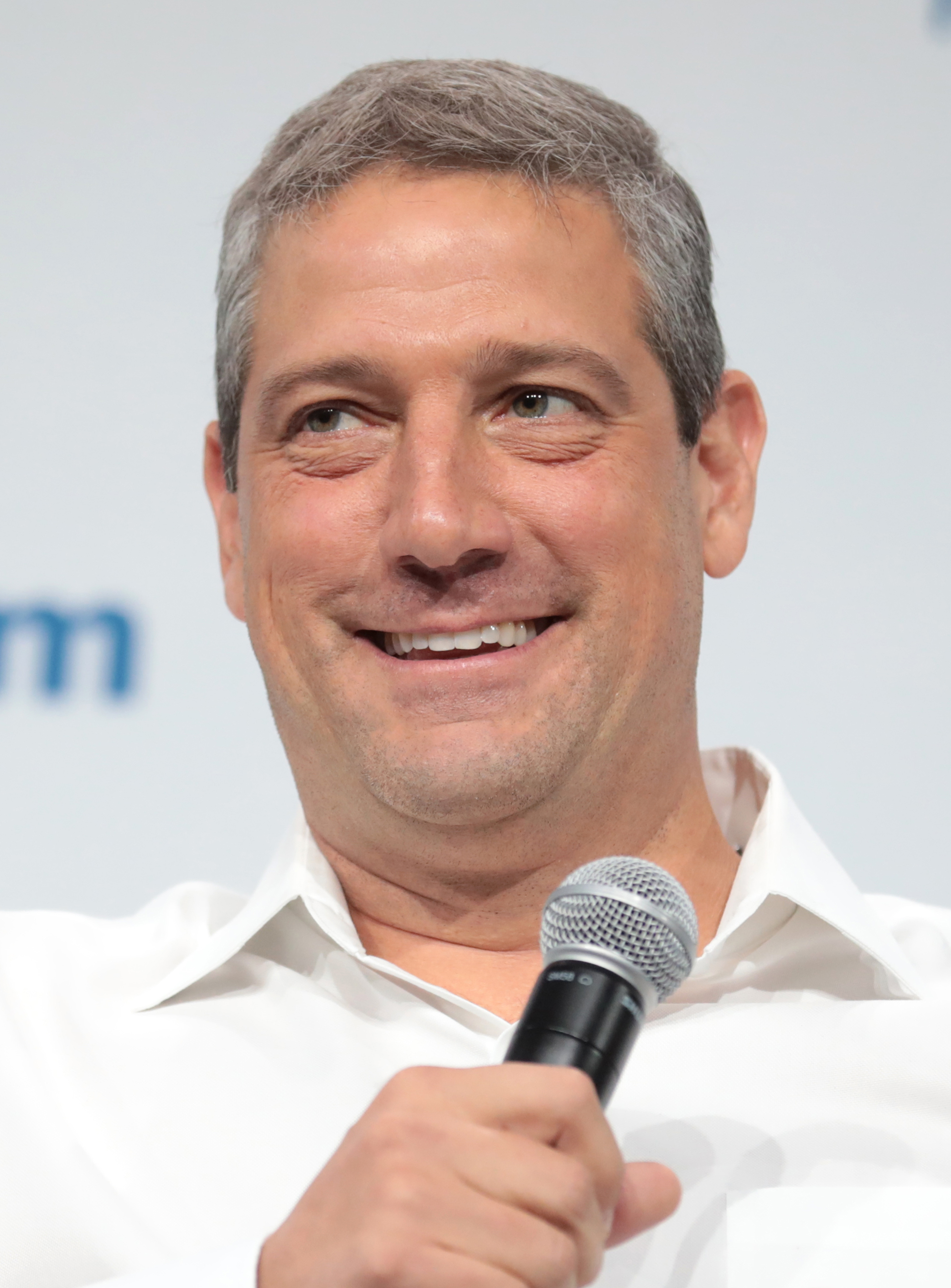
Tim Ryan
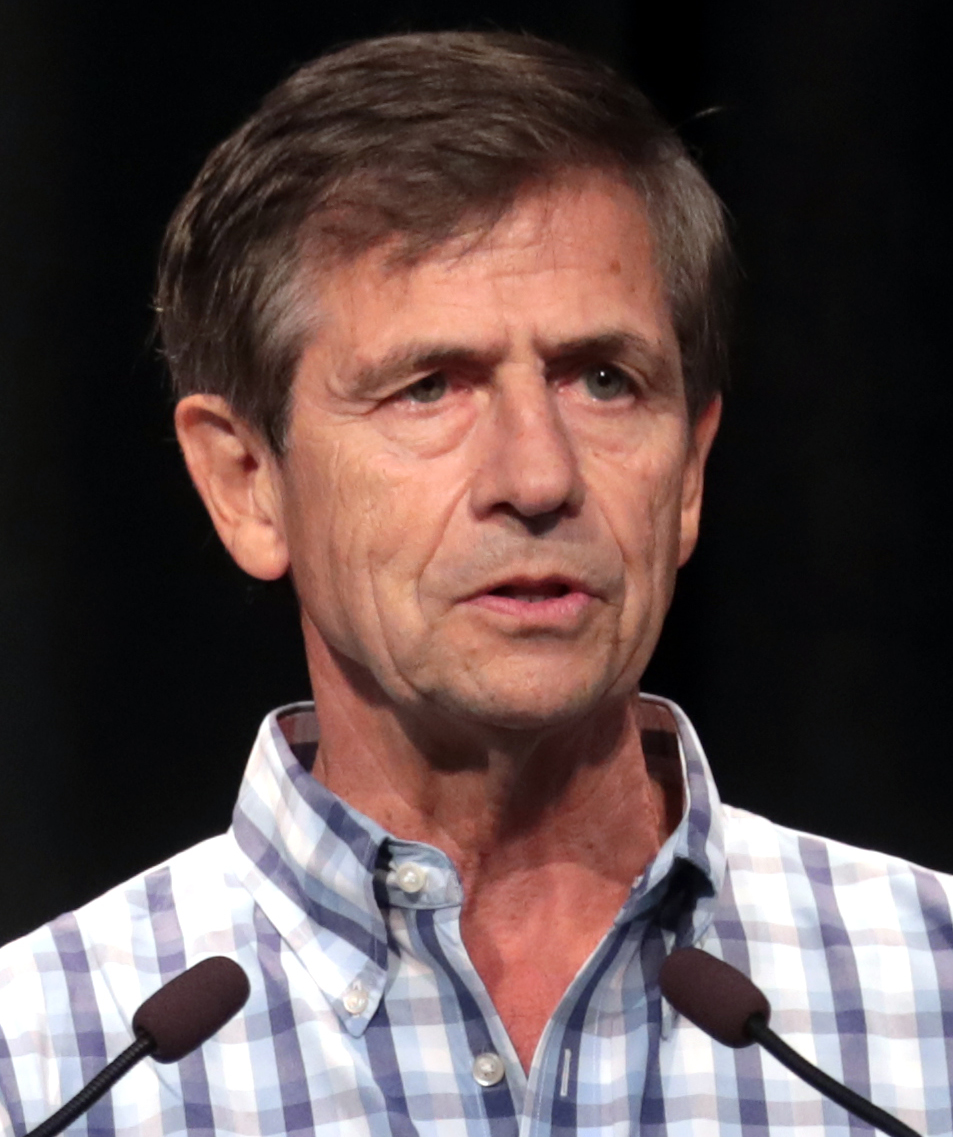
Joe Sestak
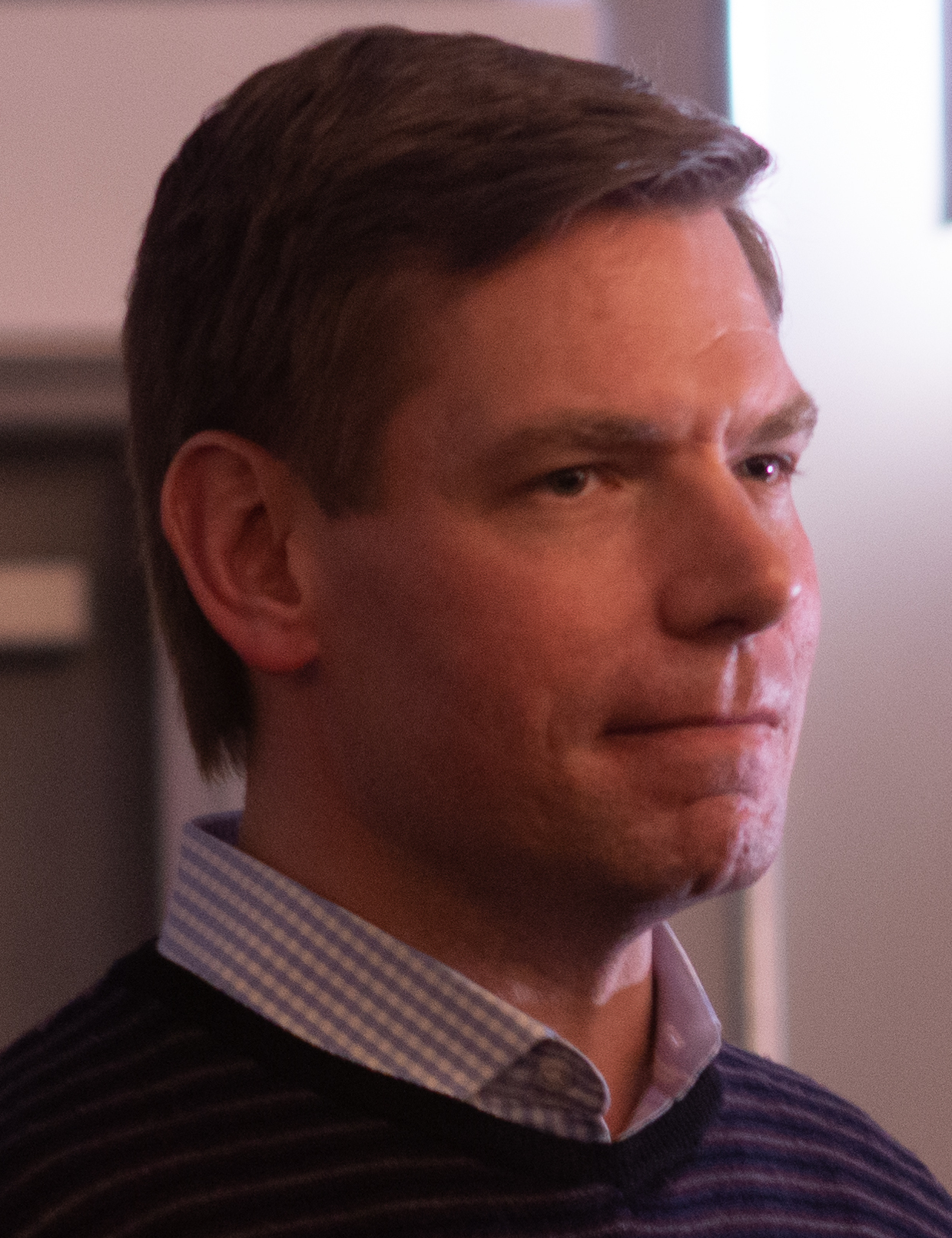
Eric Swalwell
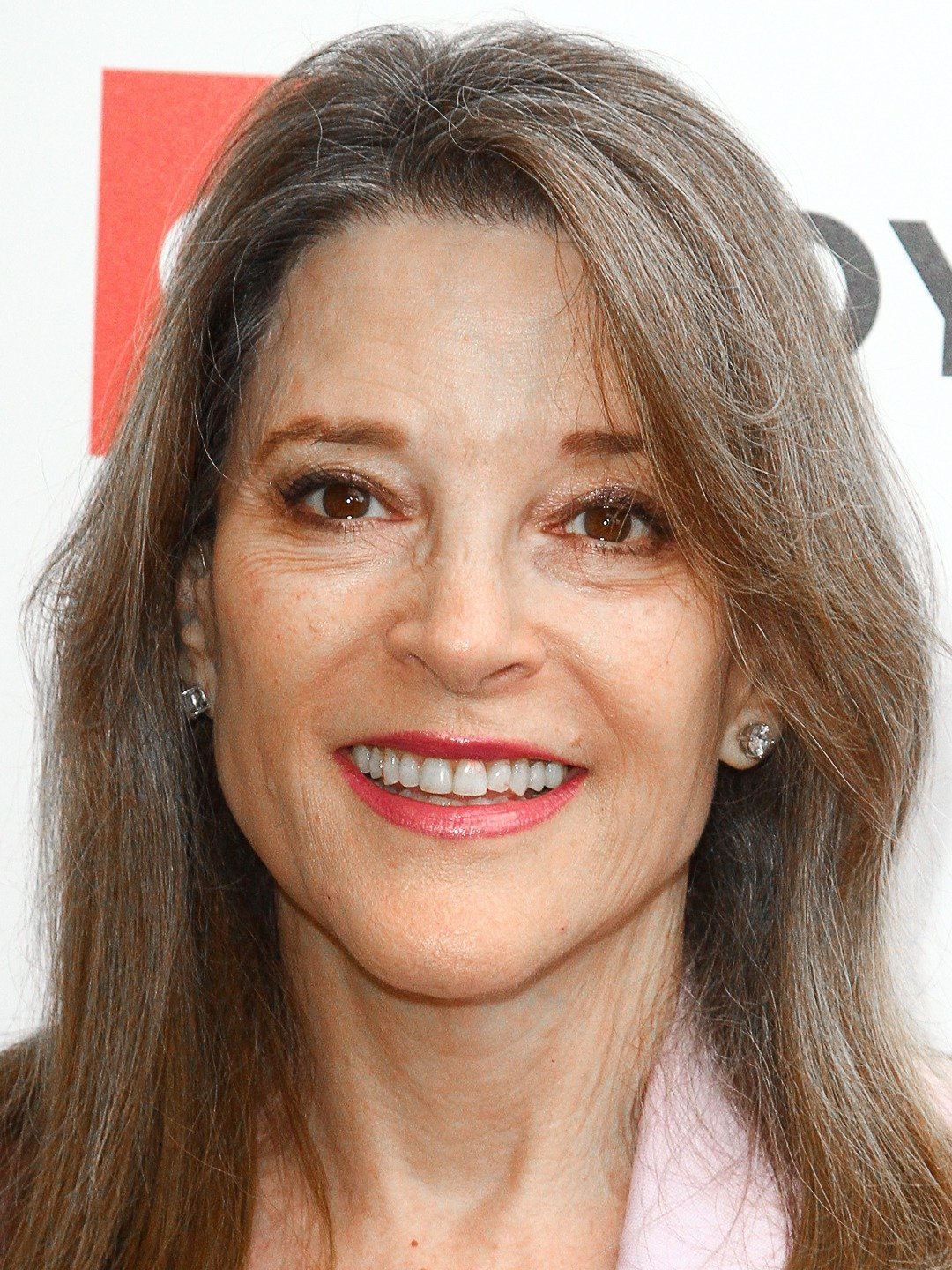
Marianne Williamson

## Debaty
| Data                      | Miejsce                          | Uczestnicy | Sponsorzy                                          | Prowadzący                                                                     |
| ------------------------- | -------------------------------- | --- | -------------------------------------------------- | ------------------------------------------------------------------------------ |
| 26 czerwca 2019(dts)      | Miami, Floryda                   | Cory Booker, Julián Castro, Bill de Blasio, John Delaney, Tulsi Gabbard, Jay Inslee, Amy Klobuchar, Beto O’Rourke, Tim Ryan, Elizabeth Warren                                | NBC News, MSNBC i Telemundo                        | José Diaz-Balart, Savannah Guthrie, Lester Holt, Rachel Maddow i Chuck Todd    |
| 27 czerwca 2019(dts)      | Miami, Floryda                   | Michael Bennet, Joe Biden, Pete Buttigieg, Kirsten Gillibrand, Kamala Harris, John Hickenlooper, Bernie Sanders, Eric Swalwell, Marianne Williamson, Andrew Yang             | NBC News, MSNBC i Telemundo                        | José Diaz-Balart, Savannah Guthrie, Lester Holt, Rachel Maddow i Chuck Todd    |
| 30 lipca 2019(dts)        | Detroit, Michigan                | Steve Bullock, Pete Buttigieg, John Delaney, John Hickenlooper, Amy Klobuchar, Beto O’Rourke, Tim Ryan, Bernie Sanders, Elizabeth Warren, Marianne Williamson                | CNN, CNN International i CNN en Español            | Dana Bash, Don Lemon i Jake Tapper                                             |
| 31 lipca 2019(dts)        | Detroit, Michigan                | Michael Bennet, Joe Biden, Cory Booker, Julián Castro, Bill de Blasio, Tulsi Gabbard, Kirsten Gillibrand, Kamala Harris, Jay Inslee, Andrew Yang                             | CNN, CNN International i CNN en Español            | Dana Bash, Don Lemon i Jake Tapper                                             |
| 12 września 2019(dts)     | Houston, Teksas                  | Joe Biden, Cory Booker, Pete Buttigieg, Julián Castro, Kamala Harris, Amy Klobuchar, Beto O’Rourke, Bernie Sanders, Elizabeth Warren, Andrew Yang                            | ABC News i Univision                               | Linsey Davis, David Muir, Jorge Ramos i George Stephanopoulos                  |
| 15 października 2019(dts) | Westerville, Ohio                | Joe Biden, Cory Booker, Pete Buttigieg, Julián Castro, Tulsi Gabbard, Kamala Harris, Amy Klobuchar, Beto O’Rourke, Bernie Sanders, Tom Steyer, Elizabeth Warren, Andrew Yang | CNN i The New York Times                           | Erin Burnett, Anderson Cooper i Marc Lacey                                     |
| 20 listopada 2019(dts)    | Atlanta, Georgia                 | Joe Biden, Cory Booker, Pete Buttigieg, Tulsi Gabbard, Kamala Harris, Amy Klobuchar, Bernie Sanders, Tom Steyer, Elizabeth Warren, Andrew Yang                               | MSNBC i The Washington Post                        | Rachel Maddow, Andrea Mitchell, Ashley Parker, Kristen Welker                  |
| 19 grudnia 2019(dts)      | Los Angeles, Kalifornia          | Joe Biden, Pete Buttigieg, Amy Klobuchar, Bernie Sanders, Tom Steyer, Elizabeth Warren, Andrew Yang                                                                          | PBS NewsHour i Politico                            | Tim Alberta, Yamiche Alcindor, Amna Nawaz, Judy Woodruff                       |
| 14 stycznia 2020(dts)     | Des Moines, Iowa                 | Joe Biden, Pete Buttigieg, Amy Klobuchar, Bernie Sanders, Tom Steyer, Elizabeth Warren, Andrew Yang                                                                          | CNN, Des Moines Register                           | Wolf Blitzer, Brianne Pfannenstiel, Abby Phillip                               |
| 7 lutego 2020(dts)        | Manchester, New Hampshire        | Joe Biden, Pete Buttigieg, Amy Klobuchar, Bernie Sanders, Tom Steyer, Elizabeth Warren, Andrew Yang                                                                          | ABC News, Apple News, WMUR-TV                      | Linsey Davis, Monica Hernandez, David Muir, Adam Sexton, George Stephanopoulos |
| 19 lutego 2020(dts)       | Las Vegas, Nevada                | Joe Biden, Michael Bloomberg, Pete Buttigieg, Amy Klobuchar, Bernie Sanders, Elizabeth Warren                                                                                | MSNBC, NBC News, The Nevada Independent, Telemundo | Vanessa Hauc, Lester Holt, Hallie Jackson, Jon Ralston, Chuck Todd             |
| 25 lutego 2020(dts)       | Charleston, Karolina Południowa  | Joe Biden, Michael Bloomberg, Pete Buttigieg, Amy Klobuchar, Bernie Sanders, Tom Steyer, Elizabeth Warren                                                                    | CBS News, Congressional Black Caucus Institute     | Margaret Brennan, Major Garrett, Gayle King, Norah O’Donnell, Bill Whitaker    |
| 15 marca 2020(dts)        | studio telewizji CNN, Waszyngton | Joe Biden, Bernie Sanders | CNN, Univision, Congressional Hispanic Caucus BOLD | Dana Bash, Ilia Calderón i Jake Tapper                                         |

## Wyniki
Poniższa tabela pokazuje wyniki dla wyborów powszechnych i delegatów przypisanych do danego kandydata. Superdelegaci, których było 700, nie zostali uwzględnieni.
| Kandydat                          | Głosy powszechne | Głosy powszechne | Pozyskani delegaci | Pozyskani delegaci | Głosy delegatów | Głosy delegatów | Wygrane stany i terytoria | Stany i terytoria, w których kandydował |
| Kandydat                          | Liczba           | %                | Liczba             | %                  | Liczba          | %               | Wygrane stany i terytoria | Stany i terytoria, w których kandydował |
| --------------------------------- | ---------------- | ---------------- | ------------------ | ------------------ | --------------- | --------------- | --- | --- |
| Joe Biden                         | 19 076 052       | 52,26            | 2698               | 67,84              | 3558            | 75,56           | 45 AK, AL, AR, AZ, CT, DC, DE, FL, GA, GU, ID, IL, IN, KS, KY, LA, MA, MD, ME, MI, MN, MO, MS, MT, NC, NE, NJ, NM, NY, OH, OK, OR, PA, PR, RI, SC, SD, TN, TX, VA, VI, WA, WI, WV, WY | 57 AK, AL, AR, AS, AZ, CA, CO, CT, DA, DC, DE, FL, GA, GU, HI, IA, ID, IL, IN, KS, KY, LA, MA, MD, ME, MI, MN, MO, MP, MS, MT, NC, ND, NE, NH, NJ, NM, NV, NY, OH, OK, OR, PA, PR, RI, SC, SD, TN, TX, UT, VA, VI, VT, WA, WI, WV, WY |
| Bernie Sanders                    | 9 679 213        | 26,52            | 1115               | 28,04              | 1151            | 24,44           | 8,5 CA, CO, DA, MP, ND, NH (ex aequo), NV, UT, VT | 57 AK, AL, AR, AS, AZ, CA, CO, CT, DA, DC, DE, FL, GA, GU, HI, IA, ID, IL, IN, KS, KY, LA, MA, MD, ME, MI, MN, MO, MP, MS, MT, NC, ND, NE, NH, NJ, NM, NV, NY, OH, OK, OR, PA, PR, RI, SC, SD, TN, TX, UT, VA, VI, VT, WA, WI, WV, WY |
| Elizabeth Warren                  | 2 831 472        | 7,76             | 78                 | 1,96               | –               | –               | – | 47 AL, AR, AS, AZ, CA, CO, DA, DC, DE, FL, GA, HI, IA, ID, IL, IN, KY, LA, MA, MD, ME, MI, MN, MO, MS, MT, NC, ND, NE, NH, NM, NV, NY, OH, OK, OR, PR, RI, SC, TN, TX, UT, VA, VT, WA, WI, WV                                         |
| Michael Bloomberg                 | 2 493 409        | 6,83             | 51                 | 1,28               | –               | –               | 1 AS | 35 AL, AR, AS, CA, CO, DA, FL, GA, HI, IA, ID, IL, IN, LA, MA, MD, ME, MI, MN, MO, MS, NC, ND, NY, OH, OK, PR, TN, TX, UT, VA, VT, WA, WI, WV                                                                                         |
| Pete Buttigieg                    | 924 237          | 2,53             | 26                 | 0,65               | –               | –               | 1,5 IA, NH (ex aequo) | 39 AL, AR, AS, AZ, CA, DA, FL, GA, HI, IA, ID, IL, IN, KY, LA, MA, MD, ME, MI, MN, MO, MS, NC, ND, NH, NV, NY, OH, OK, PR, SC, TN, TX, UT, VA, VT, WA, WI, WV                                                                         |
| Amy Klobuchar                     | 529 713          | 1,45             | 7                  | 0,18               | –               | –               | – | 37 AL, AR, AS, CA, DA, FL, GA, HI, IA, ID, IN, KY, LA, MA, MD, ME, MI, MN, MO, MS, NC, ND, NH, NV, NY, OH, OK, PR, SC, TN, TX, UT, VA, VT, WA, WI, WV                                                                                 |
| Tulsi Gabbard                     | 273 940          | 0,75             | 2                  | 0,05               | –               | –               | – | 47 AL, AR, AS, AZ, CA, CO, CT, DA, DC, FL, GA, HI, IA, ID, IL, IN, KY, LA, MA, MD, ME, MI, MN, MO, MS, NC, ND, NE, NH, NM, NV, NY, OH, OK, OR, PA, PR, RI, SC, TN, TX, UT, VA, VT, WA, WI, WV                                         |
| Tom Steyer                        | 259 792          | 0,71             | –                  | –                  | –               | –               | – | 39 AL, AR, AS, CA, CO, DA, FL, GA, HI, IA, ID, IL, IN, KY, LA, MA, MD, ME, MI, MN, MO, MS, NC, ND, NH, NV, NY, OH, OK, PR, SC, TN, TX, UT, VA, VT, WA, WI, WV                                                                         |
| Andrew Yang                       | 171 019          | 0,47             | –                  | –                  | –               | –               | – | 40 AL, AR, AS, AZ, CA, CO, DA, FL, GA, HI, IA, ID, IL, IN, KY, LA, MA, MD, ME, MI, MN, MO, MS, NC, ND, NH, NM, NV, NY, OK, RI, SC, TN, TX, UT, VA, VT, WA, WI, WV                                                                     |
| Michael Bennet                    | 63 124           | 0,17             | –                  | –                  | –               | –               | – | 29 AL, AR, CA, FL, GA, IA, ID, IL, KY, LA, MA, MD, MI, MN, MO, NC, ND, NH, NV, NY, OH, OK, SC, TN, TX, VA, WA, WI, WV |
| Julián Castro                     | 37 037           | 0,1              | –                  | –                  | –               | –               | – | 19 AL, AR, AZ, CA, FL, ID, MA, MD, MI, MN, MO, NC, NH, OK, TN, TX, UT, VA, VT |
| Cory Booker                       | 31 575           | 0,09             | –                  | –                  | –               | –               | – | 22 AL, AR, CA, CO, FL, ID, IL, MA, MD, ME, MI, MN, MO, NC, NH, OK, SC, TN, TX, UT, VA, WA |
| Deval Patrick                     | 27 962           | 0,08             | –                  | –                  | –               | –               | – | 36 AS, AZ, CA, CO, DA, FL, GA, HI, IA, ID, IL, KY, LA, MA, MD, ME, MN, MO, MS, NC, ND, NH, NM, NV, NY, OH, OK, SC, TN, TX, UT, VA, VT, WA, WI, WV                                                                                     |
| Marianne Williamson               | 22 334           | 0,06             | –                  | –                  | –               | –               | – | 21 AL, AR, AZ, CA, CO, FL, ID, MA, MD, ME, MI, MN, MO, NC, NH, OK, TN, TX, UT, VA, VT |
| John Delaney                      | 19 338           | 0,05             | –                  | –                  | –               | –               | – | 22 AL, AR, CA, FL, GA, IA, ID, IL, LA, MA, MI, MN, MO, NC, ND, NH, NV, SC, TN, TX, WA, WI |
| David Lee Rice                    | 15 470           | 0,04             | –                  | –                  | –               | –               | – | 1 WV |
| Rocky De La Fuente III            | 13 610           | 0,04             | –                  | –                  | –               | –               | – | 8 AZ, CA, CO, ID, MO, NH, TX, UT |
| Joe Sestak                        | 5251             | 0,01             | –                  | –                  | –               | –               | – | 5 AR, CA, FL, MI, NH |
| Michael A. Ellinger               | 3627             | 0,01             | –                  | –                  | –               | –               | – | 3 AZ, CA, NH |
| Robby Wells                       | 3354             | 0,01             | –                  | –                  | –               | –               | – | 5 CO, LA, MO, NH, TX |
| Mark Stewart Greenstein           | 3331             | 0,01             | –                  | –                  | –               | –               | – | 3 CA, NH, VT |
| Inni                              | 2138             | 0,01             | –                  | –                  | –               | –               | – | – |
| Mosie Boyd                        | 2064             | 0,01             | –                  | –                  | –               | –               | – | 3 AR, CA, NH |
| Steve Burke                       | 1783             | 0                | –                  | –                  | –               | –               | – | 4 ID, LA, MO, NH |
| Kamala Harris                     | 844              | 0                | –                  | –                  | –               | –               | – | 2 AR, NH |
| Steve Bullock                     | 549              | 0                | –                  | –                  | –               | –               | – | 2 AR, NH |
| Rita Krichevsky                   | 468              | 0                | –                  | –                  | –               | –               | – | 2 CO, NH |
| Bill Haas                         | 392              | 0                | –                  | –                  | –               | –               | – | 1 MO |
| Henry Hewes                       | 345              | 0                | –                  | –                  | –               | –               | – | 3 AZ, MO, NH |
| Velma Steinman                    | 191              | 0                | –                  | –                  | –               | –               | – | 1 MO |
| Leonard J. Steinman II            | 175              | 0                | –                  | –                  | –               | –               | – | 1 MO |
| Tom Koos                          | 72               | 0                | –                  | –                  | –               | –               | – | 1 NH |
| Nathan Bloxham                    | 69               | 0                | –                  | –                  | –               | –               | – | 1 UT |
| David John Thistle                | 53               | 0                | –                  | –                  | –               | –               | – | 1 NH |
| Lorenz Kraus                      | 52               | 0                | –                  | –                  | –               | –               | – | 1 NH |
| Sam Sloan                         | 34               | 0                | –                  | –                  | –               | –               | – | 1 NH |
| Ben Gleib                         | 31               | 0                | –                  | –                  | –               | –               | – | 1 NH |
| Thomas James Torgesen             | 30               | 0                | –                  | –                  | –               | –               | – | 1 NH |
| Jason Evritte Dunlap              | 12               | 0                | –                  | –                  | –               | –               | – | 1 NH |
| Raymond Michael Moroz             | 8                | 0                | –                  | –                  | –               | –               | – | 1 NH |
| Pozostali dopisani kandydaci      | 3443             | 0,01             | –                  | –                  | –               | –               | – | – |
| Donald Trump (dopisany)           | 1217             | 0                | –                  | –                  | –               | –               | – | – |
| Robert Jordan (dopisany)          | 20               | 0                | –                  | –                  | –               | –               | – | – |
| Bill Weld (dopisany)              | 17               | 0                | –                  | –                  | –               | –               | – | – |
| Romney (dopisany)                 | 10               | 0                | –                  | –                  | –               | –               | – | – |
| Daphne Denise Bradford (dopisana) | 8                | 0                | –                  | –                  | –               | –               | – | – |
| Nakia Lacquers Anthony (dopisany) | 3                | 0                | –                  | –                  | –               | –               | – | – |
| Willie Felix Carter (dopisany)    | 3                | 0                | –                  | –                  | –               | –               | – | – |
| Matt Matern (dopisany)            | 2                | 0                | –                  | –                  | –               | –               | – | – |
| Rick Kraft (dopisany)             | 2                | 0                | –                  | –                  | –               | –               | – | – |
| Eric Merrill (dopisany)           | 1                | 0                | –                  | –                  | –               | –               | – | – |